# 黄家营站
黄家营站是襄渝铁路上的一座铁路车站，位于湖北省襄阳市谷城县石花镇境内，开通于1975年1月（亦作1976年10月）。车站隶属于中国铁路武汉局集团十堰车务段，为四等站，现仅办理货运业务。

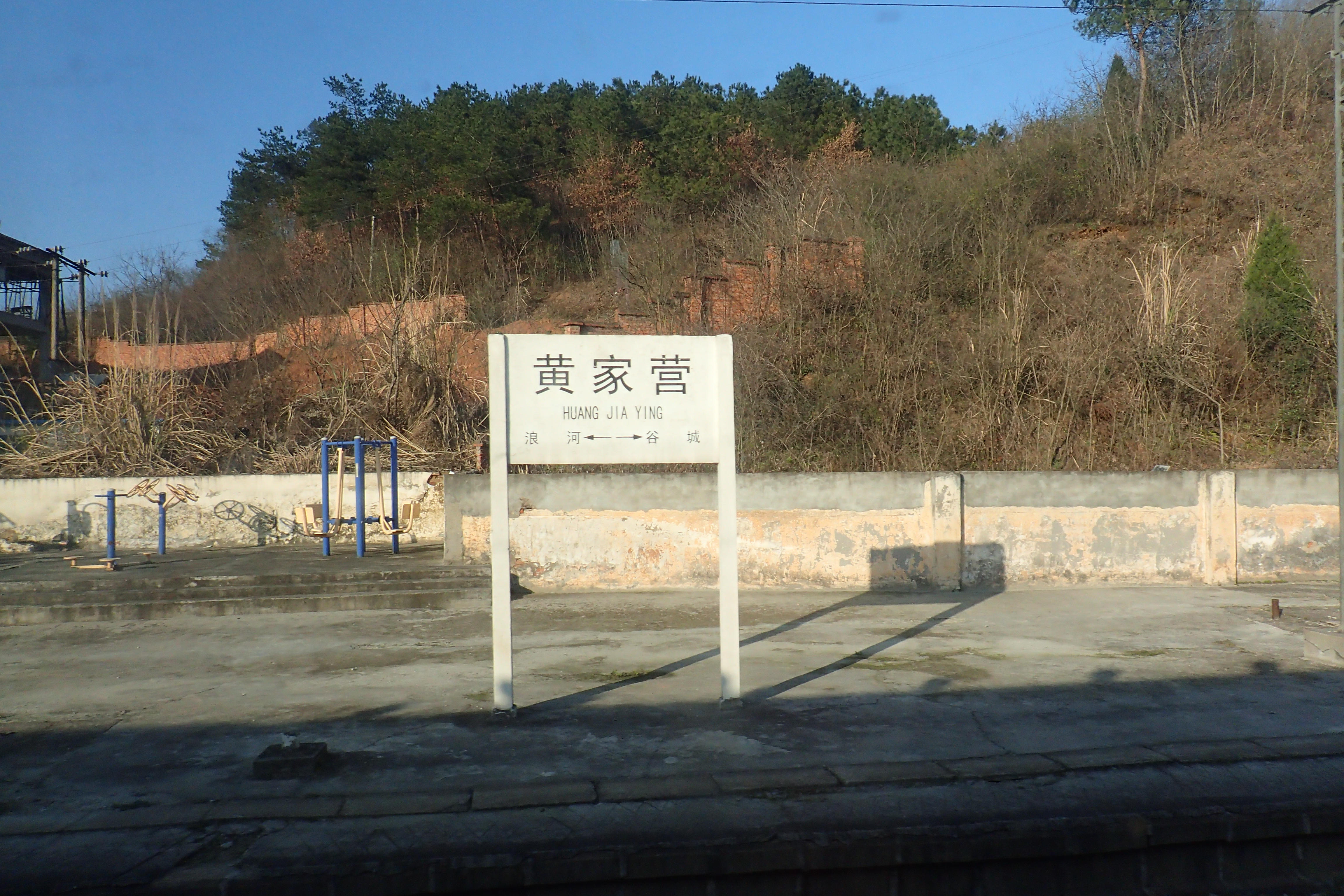
2017年，列车上抓拍的黄家营站站牌

## 设施
车站站场为西东走向（略偏西南—东北），站房位于线右。车站设有到发线4条（正线2股），货物线1股。车站站内及上下行区间均已电气化，且为复线。